# Will Speck
Will Speck (* im 20. Jahrhundert) ist ein US-amerikanischer Regisseur.

## Leben
Speck studierte an der NYU Film School der Tisch School of the Arts. Seit 1997 arbeitet er bei allen seinen Projekten mit Josh Gordon zusammen. Gemeinsam waren die beiden mit ihrem Regiedebüt Culture bei der Oscarverleihung 1999 für den Oscar in der Kategorie Bester Kurzfilm (Live Action) nominiert. Es folgte eine ebenfalls gemeinsame Regiekarriere im Werbebereich, die in der Gründung eigener Produktionsfirmen mündete. 2007 inszenierte Speck gemeinsam mit Gordon den Spielfilm Die Eisprinzen, seinen ersten Langfilm. Weitere gemeinsame Regiearbeiten für Film und Fernsehen folgten.

## Filmografie (Auswahl)
- 1997: Culture (Kurzfilm)
- 2007: Die Eisprinzen (Blades of Glory)
- 2010: Umständlich verliebt (The Switch)
- 2013: The Power Inside (Miniserie)
- 2016: Office Christmas Party